# Renault Vivastella
La Renault Vivastella est une automobile fabriquée par Renault de 1928 à 1939.

## Historique
Elle est présentée au 22e Salon de l'automobile de Paris en octobre 1928.

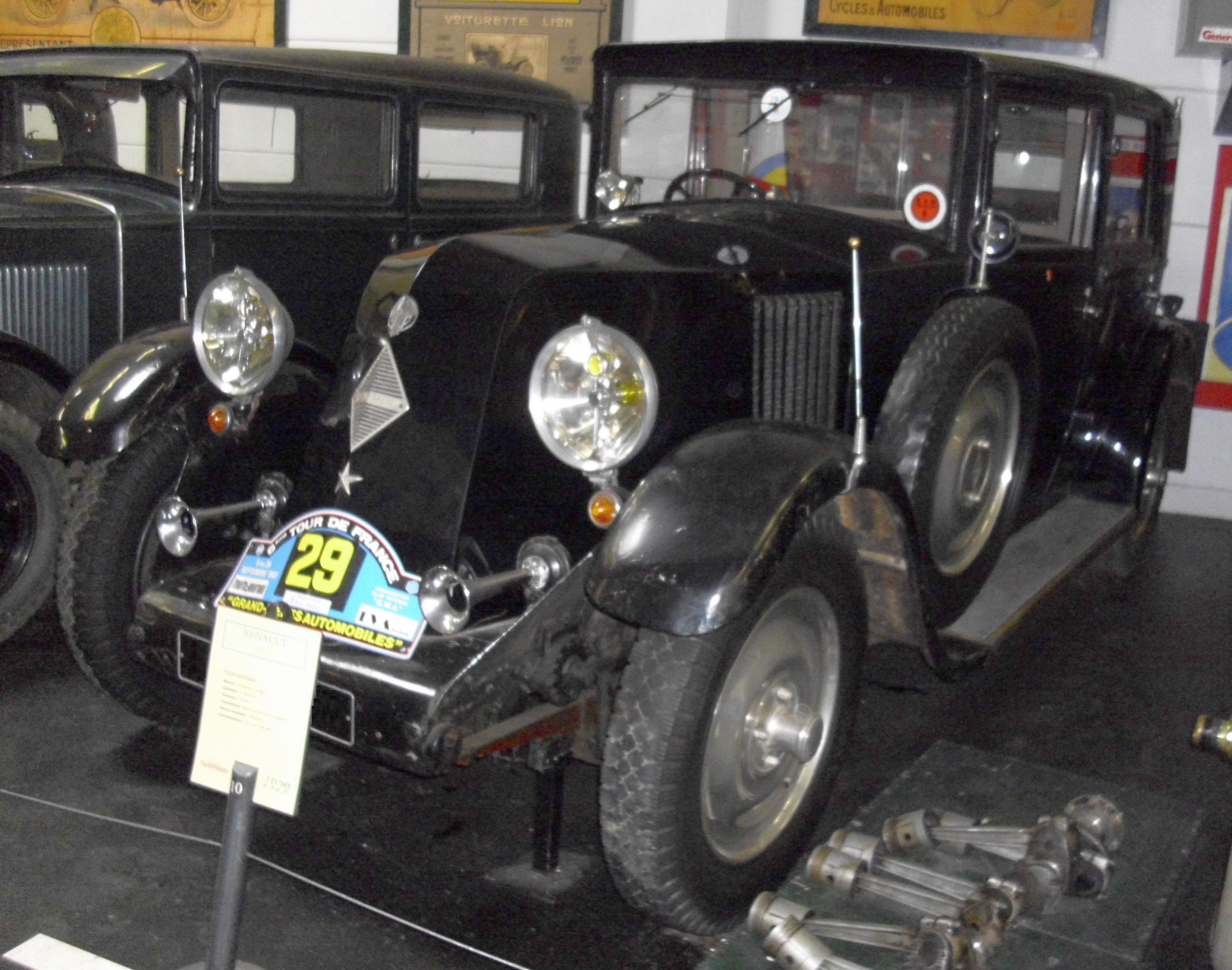
Renault Vivastella (Type PG2) Limousine 1929

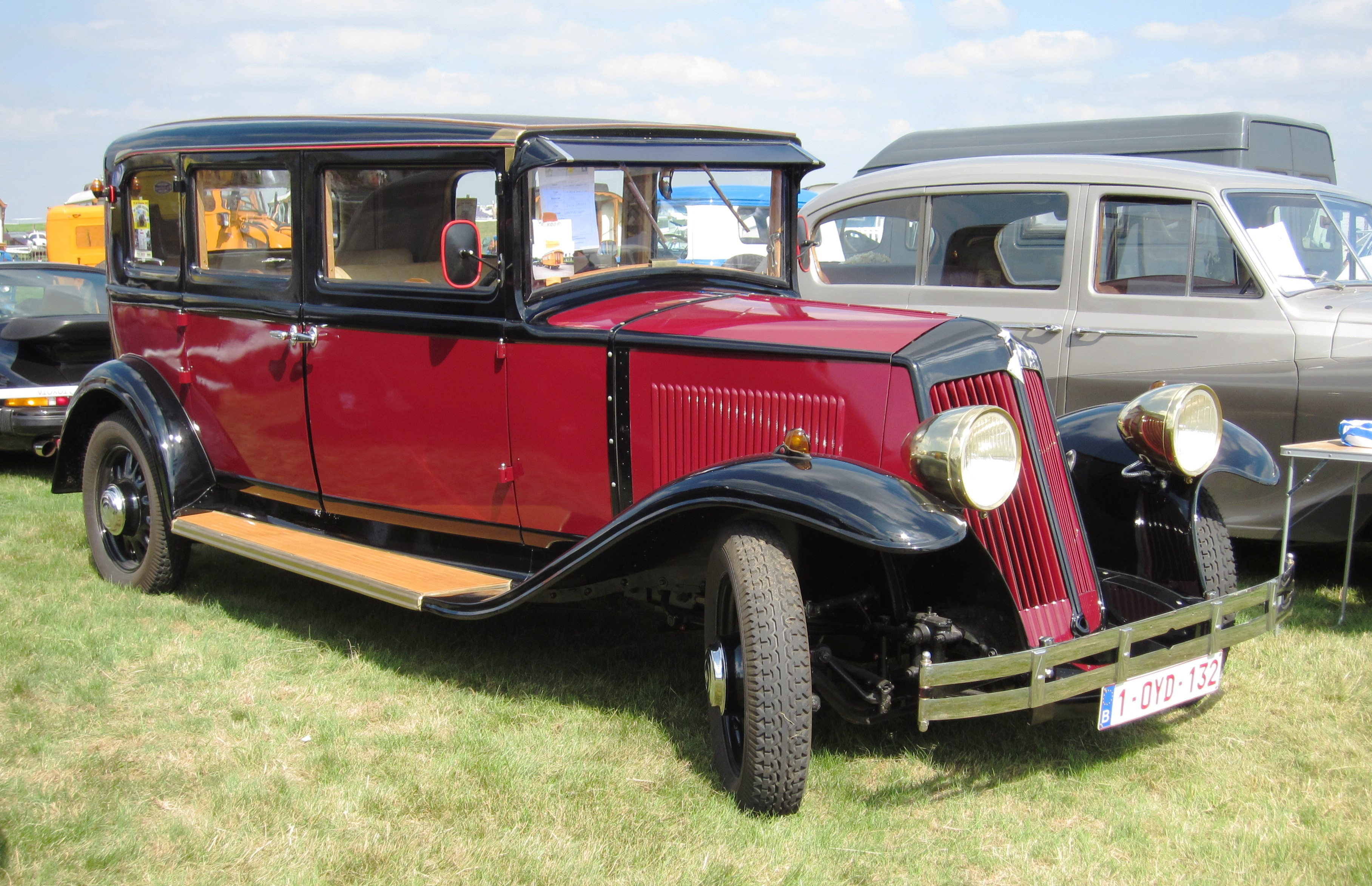
Une Vivastella type PG4 de 1930.

Il s'agit tout d'abord de la version Luxe de la Vivasix (type PG2 à PG4) puis d'un modèle à part entière à partir de la PG5.
Produite en 1929, la PG2 Luxe est la version luxe de la Vivasix PG2, empattement de 3,26 m, avec ouïes de refroidissement verticales sur le capot et doubles pare-chocs. Elle se distingue de la Vivasix par sa meilleure finition, ses jantes chromées et l'étoile fixée au-dessus du losange.
Sur la PG3 Luxe de 1930, le radiateur est placé à l'avant du moteur et sa calandre se reconnait à ses ailettes horizontales mobiles. L'empattement est réduit à 3,11 m. L'année suivante, la PG4 Luxe est semblable mais son capot reçoit des ouïes de refroidissement latérales.
La PG5 de 1932 reçoit à l'avant une calandre en V plate. Deux empattements sont disponibles : 3.11 et 3.35 m.
La PG7 de 1933 a des pare-chocs simplifiés à lame unique et des phares obus majorés. L'année suivante, la PG9, modèle de transition, se distingue uniquement par sa calandre inclinée.
Fin 1933 sort une nouvelle version de la Vivastella, sous le code ZA2,, qui reçoit début 1934 un châssis aérodynamique. Elle est améliorée en ZA3 en octobre 1934, avec arrière en « queue de pie ».

La version ACR1, sortie début 1935, reçoit un moteur 4,1 l.

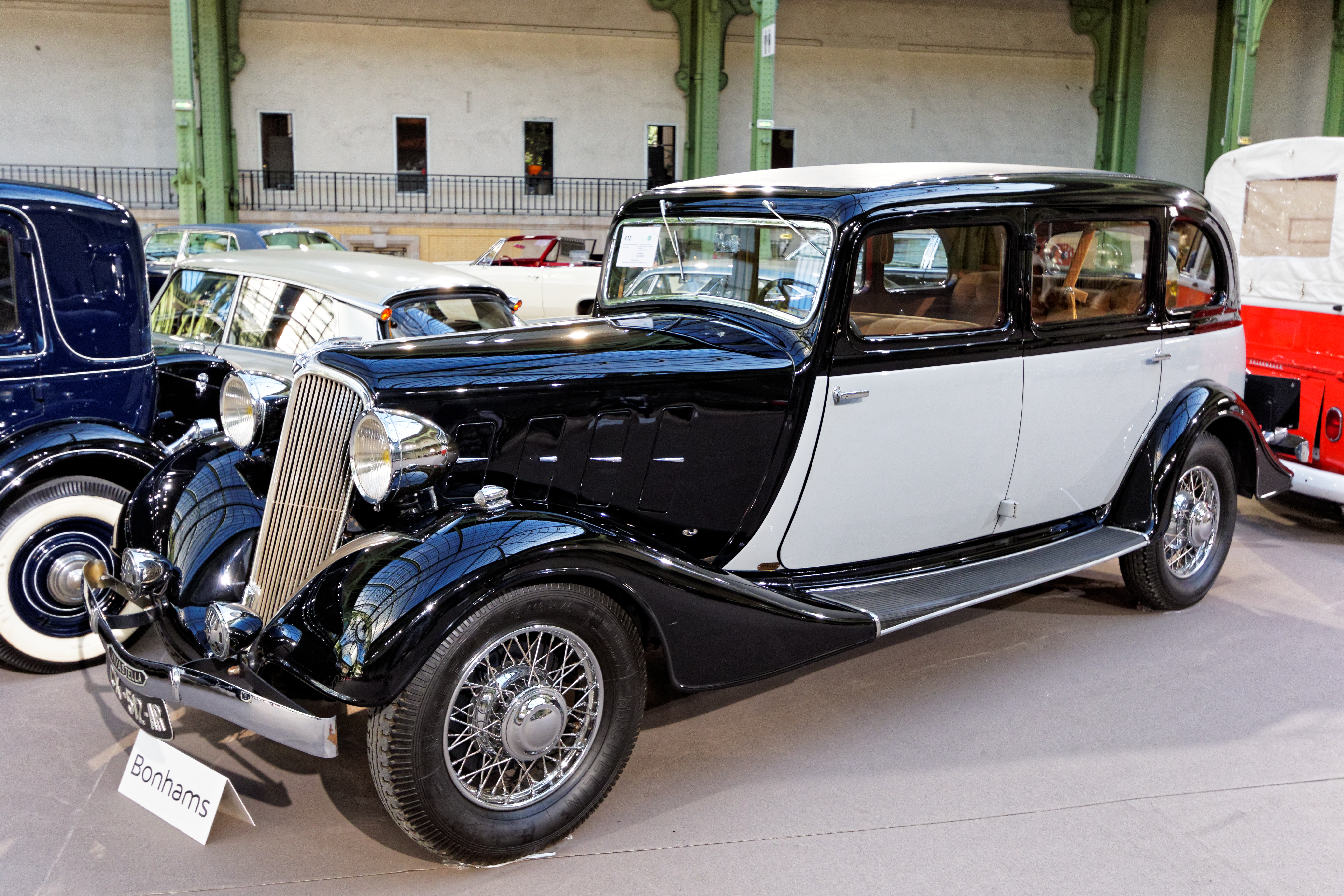
Renault Vivastella PG9 limousine 1934

Pour 1936, seule la Limousine 6 glaces-8 places (ADB1) demeure avec une nouvelle carrosserie au style inspiré des Viva et Nerva Grand Sport et inauguré l'année précédente. Les ADB2 et ADB3 (deux finitions) de 1937 adoptent une malle, de nouveaux capot, ailes avant, phares et calandre.
Pare-chocs rectilignes et suppression des flasques de roues arrière pour 1938 (ADB4 et ADB5). 1939 marque la dernière année avec le type BDZ1 avec déflecteurs sur les portes avant, vitres en deux parties pour les portes arrière, calandre à barres horizontales, phares posés sur les ailes et retour des flasques sur les roues arrière.

### Motorisations
Les PG2 à PG5 utilisent un six cylindres 75 × 120 mm leur donnant une puissance fiscale de 16 CV et une vitesse maximale de 105 à 110 km/h,,,, jusqu'à 120 km/h pour la PG5. La PG7 et les premières ZA2 utilisent un moteur de même cylindrée développant 65 ch,.
La version PG7 SA militaire destinée au Sahara utilise un moteur type SA six cylindres 80 × 120 mm (puissance 85 ch). Ce moteur est ensuite adopté (au printemps 1934) sur toutes les ZA2 et ZA3,,. Cette dernière atteint 125 km/h.
Le type ACR1 reçoivent un moteur avec alésage porté à 85 mm qui lui permet une vitesse maximale de 130 km/h. Les types ADB1 à 5 gardent la même cylindrée (la mécanique est celle de la Renault Viva Grand Sport type ACX2) et la même vitesse maximale,,.
La BDZ1 a également un six cylindres 85 × 120 mm mais sa puissance est portée à 95 ch. Elle atteint 135 km/h.

### Versions militaires
En 1931, l'Armée française achète quelques PG4 à châssis surélevé et condenseur au-dessus du radiateur afin de servir dans le sud du Maroc comme voitures de grande liaison, notamment en soutien pour l'aviation.
En 1932, le nouveau modèle PG5 est modifié en version saharienne, également avec un châssis surélevé mais surtout une carrosserie spécifique, avec un toit très haut. Les bords ouverts sont fermés par des rideaux, qui permettent la circulation de l'air tout en protégeant l'équipage du soleil. Une quarantaine de PG5 de grande liaison saharienne sont mises en service entre 1932 et 1934 au Maroc et au Sahara algérien. Elles sont rejointes par des PG7 SA (carrosserie semblable au modèle commercial mais moteur de 85 ch) en 1934, puis par des ZA2.
Entre 1936 et 1939, le ministère de la Guerre commande 151 Vistella classiques à conduite intérieure (51 ADB1 et 2, puis trois ADB2, vingt ADB5 et 77 BDZ1). Ces voitures sont destinées au transport de hautes personnalités (elles sont alors commandées avec une finition noir) ou à la grande liaison (finition vert olive pour l'Armée de terre ou en bleu aviation pour l'Armée de l'air).